# إرفين كلاين
إرفين كلاين (بالإنجليزية: Erwin Klein)‏ هو لاعب تنس الطاولة أمريكي، ولد في 1939، وتوفي في 30 سبتمبر 1992.